# Дама з камеліями (балет)
«Да́ма з каме́ліями» (фр. La Dame aux Camélias) — балет на 2 дії. Використано 22 фрагменти із музики шести композиторів:  Людвіга ван Бетховена, Іоганнеса Брамса, Іоганна Пахельбеля, Габріеля Форе, Едуарда Елгара, Ігоря Стравінськкого. Музична редакція здійснили Олексій Баклан та Аніко Рехвіашвілі. Аранжування фортепіанних творів Л. В. Бетховена Мирослава Скорика. Лібрето Аніко Рехвіашвілі та Олексія Баклана за однойменним романом письменника Александра Дюма (сина).

## Постановка
У Національній опері України хореографію балету «Дама з камеліями» здійснила художній керівник балетної трупи театру Аніко Рехвіашвілі, написавши лібрето разом з диригентом-постановником балету Олексієм Бакланом, який також працював і над музичною композицією твору.

## Дійові особи
- Марі Дюплессі, паризька куртизанка
- Александр, молодий письменник
- Герцог де Гіз
- Кларисс, юна дівчина
- Александр, батько молодого письменника
- Нінон, мати Кларисс

## Лібрето

### Пролог
У квартирі паризької куртизанки Марі Дюплессі, яка нещодавно померла, відбувається аукціон, де розпродаються її особисті речі. Серед тих, хто прийшов на торги, молодий письменник Александр, його батько, герцог де Гіз, доля яких була пов'язана з молодою жінкою. Вбитий горем Александр згадує свою кохану.

### Перша дія
Музичний салон паризького театру «Жімназ», де збираються молоді талановиті музиканти, літератори, артисти. Серед гостей салону і оточена увагою чоловіків Марі Дюплессі.
Сьогодні тут дає концерт композитор і піаніст Ференц Ліст, закоханий у Марі. До салону завітала разом з матір'ю молода дівчина Кларисс, доля якої хвилює Марі, адже вона так схожа на неї, невідомо, що чекає на дівчину далі.
Молодий письменник Александр, щойно побачивши Марі, відразу закохується, але жінка його не помічає. Шанувальники Марі обдаровують свою улюбленицю квітами, від аромату яких у неї розпочинається напад кашлю. Александр пропонує Марі допомогу. Красуня вражена щирістю та палкістю юнака. Між ними зароджуються почуття.
Згодом Александр та Марі починають з'являтися у світському товаристві разом, викликаючи небажані розмови, особливо серед чоловіків, які свого часу були коханцями Дюплессі або тільки мріють про це. Батько Александра, до якого дійшли чутки про зв'язок сина з куртизанкою, обурений, адже це шкодить репутації їхньої родини. Він хвилюється за сина, побоюючись, що Марі тільки потрібно скористатися спадком Александра, який залишила йому мати.
Потай від Александра батько приходить до Марі з вимогою написати листа, де вона відмовиться від зустрічей з його сином. Глибоко та щиро кохаючи Александра, Марі погоджується на це.

### Друга дія
Після розриву відносин з Александром Марі спустошена та самотня.
Александр, вражений листом Марі, збожеволівши від горя, у хворобливих мареннях бачить Марі з іншим чоловіком.
У багатому світському салоні збирається паризька знать. Після важких переживань сюди завітав Александр, де зустрічається з герцогом де Гізом, який був першим коханцем Марі та яких зв'язували довгі стосунки. Під час гри в карти між чоловіками виникає сварка через Марі Дюплессі, яка, пам'ятаючи обіцянку дану батькові Александра, віддає перевагу герцогу де Гізу. Розлючений Александр кидає гроші в обличчя Марі, вважаючи її продажною, не здатною на справжні почуття.
Принижена Марі залишається наодинці з герцогом де Гізом, який брутально вимагає поновити їхні стосунки. Розлючений відмовою, він силою домагається свого. Збезчещена Марі у відчаї.
Батько Александра, зрозумівши чисті почуття Марі до свого сина, розповідає йому правду про листа, який вона написала.
Карнавал у місті. Смертельно хвора Марі у гарячковому маренні бачить батька Александра, герцога де Гіза, Кларисс. Як надія на краще, в останні хвилини її життя з'являється Александр. Відчувши щастя бути з коханим, Марі вмирає.